# Północne Taurydy
Północne Taurydy (NTA) – rój meteorów aktywny od 20 października do 10 grudnia. Jego radiant znajduje się w gwiazdozbiorze Byka. Maksimum roju przypada na 12 listopada, jego aktywność jest określana jako średnia, a obfitość roju wynosi 5 meteorów/h. Prędkość meteorów z roju wynosi 29 km/s.
Powstanie Północnych Taurydów jest związane z planetoidą 2004 TG10, co łączy ten rój z kompleksem Taurydów.
Północne Taurydy zaobserwował już w 1869 roku Giuseppe Zezioli w Bergamo we Włoszech, jednak odkrycie nowego roju ogłosił w roku 1918 Anglik Alphonso King, opierając się na obserwacjach właśnie z 1918 roku.